# Parque Nacional de Manovo-Gounda St. Floris
O Parque Nacional de Manovo-Gounda St. Floris foi criado em 1933, sob o nome de Parque Nacional de St.Floris. A sua extensão aumentou em 29 de Agosto de 1974, passando de 1007 km² para 2776 km². Em 17 de Maio de 1979 foi criado o Parque Nacional de Manovo-Gounda St. Floris e em 1986 o parque foi nomeado Património Mundial da UNESCO. Actualmente o parque tem 17000 km².
A importância deste parque está na saúde da sua flora e fauna. As suas vastas savanas abrigam uma grande variedade de espécies: rinocerontes-negros, elefantes, chitas, leopardos, gazelas e búfalos.

## Ver Também
- República Centro-Africana
- Rinoceronte-negro
- Elefante
- Chita
- Leopardo
- Gazela
- Búfalo

## Ligações Externas
- UNESCO - Parque Nacional de Manovo-Gounda St. Floris